# Pomnik Józefa Piłsudskiego przy ul. Krakowskiej w Częstochowie
Pomnik Józefa Piłsudskiego przy ul. Krakowskiej w Częstochowie – nieistniejący pomnik Józefa Piłsudskiego zlokalizowany przy ul. Krakowskiej (d. Narutowicza) w Częstochowie.

## Historia
Niedługo po śmierci Józefa Piłsudskiego (12 maja 1935), w dniu 27 maja, na obradach rady miejskiej zgłoszono wniosek radnych Polskiego Bloku Gospodarczego (sanacji) w sprawie budowy pomnika, który przegłosowano stosunkiem 37:1 (przy 12 wstrzymujących się). W skład utworzonego komitetu weszli m.in. biskup częstochowski Teodor Kubina oraz przedstawiciele władz miasta, jednak prace przedłużały się z powodu nieustannego konsultowania wszystkich aspektów sposobu uhonorowania pamięci Piłsudskiego z kolejnymi instytucjami państwowymi.
Ostatecznie pomnik ze zbrojonego betonu autorstwa częstochowskiego rzeźbiarza Stefana Policińskiego powstał w 1936 r. na dziedzińcu gimnazjum męskiego Towarzystwa Szkoły Społecznej przy ul. Sułkowskiego z inicjatywy tegoż towarzystwa. Obecnie w budynku pod adresem al. Jana Pawła II 54 mieści się siedziba banku. Szybko zdecydowano jednak o przeniesieniu pomnika, ponieważ pierwotna lokalizacja położona była na uboczu. Jako nową lokalizację wybrano otwarty na ulicę dziedziniec przed nowym gmachem szkoły przy ul. Narutowicza, który był najnowocześniejszy w mieście, a sama ulica jedną z głównych w Częstochowie. Obecnie w gmachu przy ul. Krakowskiej 29 mieści się V Liceum Ogólnokształcące im. Adama Mickiewicza. W nowym miejscu pomnik stanął 6 sierpnia 1937 roku.
Pomnik został zniszczony w czasie okupacji niemieckiej. Nie jest znana nawet data roczna tego zdarzenia, jednak nastąpiło to najwcześniej w 1940 roku. W listopadzie 1981 Klub Historyczny im. Józefa Piłsudskiego przy NSZZ „Solidarność” w Częstochowie powołał Społeczny Komitet Odbudowy Pomnika Marszałka, jednak po wprowadzeniu stanu wojennego władze odpowiedziały represjami i rekwizycją składek. Po upadku PRL pomnika nie odbudowano, powstał natomiast pomnik innego projektu zlokalizowany na pl. Biegańskiego.
W marcu 2018 powstał kierowany przez nauczyciela Jarosława Sobkowskiego Społeczny Komitet Odbudowy Pomnika Marszałka Józefa Piłsudskiego, w którym zasiadał m.in. wiceprezydent miasta Ryszard Stefaniak. Komitet za cel postawił sobie odsłonięcie spiżowej kopii pomnika w 2021, w 100. rocznicę oficjalnej wizyty Piłsudskiego w Częstochowie. Budowę pomnika zaplanowano finansować z cegiełek. W czerwcu 2018 Rada Miasta zgodziła się na ustawienie nowego pomnika w miejscu przedwojennego pomnika